# La Houssoye
La Houssoye é uma comuna francesa na região administrativa de Altos da França, no departamento de Oise. Estende-se por uma área de 6,5 km². Em 2010 a comuna tinha 616 habitantes (densidade: 94,8 hab./km²).